# Schizothecium oedotrichum
Schizothecium oedotrichum är en svampart som tillhör divisionen sporsäcksvampar, och som beskrevs av Nils G. Lundqvist. Schizothecium oedotrichum ingår i släktet Schizothecium, och familjen Lasiosphaeriaceae. Arten är reproducerande i Sverige.